# マット・ヴァエガ
マット・ヴァエガ（Matt Vaega、1994年9月7日 - ）は、ジャパンラグビーリーグワン三菱重工相模原ダイナボアーズに所属するラグビー選手。

## プロフィール
- ニュージーランド・オークランド出身[1]。
- ポジションはウィング(WTB)、センター(CTB)、フルバック(FB)。
- 身長 178 cm、体重 89 kg
- ニックネームはマット。
- 弟のトージュニアもラグビー選手[2] で現在チームメイト。

## 略歴
ケルストンボーイズ高校 卒業後、ノース・ハーバー、ブルーズを経て、2018年、三菱重工相模原ダイナボアーズに加入。同年9月9日に行われたジャパンラグビートップチャレンジリーグ第1節の日本製鉄釜石シーウェイブス戦に先発出場で日本での公式戦初出場を果たす。